# 第五元素 (電影)
《第五元素》（法語：Le Cinquième Élément）是盧·貝松自编自导的1997年法国科幻动作片，布鲁斯·威利、加里·奥德曼、米拉·乔沃维奇主演，主要情节发生在23世纪，威利饰演开出租车为生的前特种部队少校科本·达拉斯，某天突然有一位年輕女子莉露掉进车里，他阴差阳错下被迫担起拯救地球的重任。达拉斯和莉露一起寻找4块神秘的石头，用来组建武器抵抗迫在眉睫的强大进攻。
贝松早在16岁时就开始创作《第五元素》故事的前身，等到该片在院线上映时他已经38岁。贝松本打算在法国拍摄，但没有找到适合的取景地点，影片最终是在伦敦和毛里塔尼亚拍摄。漫画家尚·吉罗和尚-克勞德·馬茲爾斯担任本片的美术总监，两人的漫画作品对电影制作产生影响。片中服装由让-保罗·高缇耶设计。
《第五元素》上映后所获评价以正面为主，但影评人看法两极。有人认为該片為史上最优秀的暑期大片，也有人認為是史上最差。電影在商业上取得成功，以9000萬美元预算取得了超过2.63亿美元的全球票房。本片发行时刷新了欧洲电影成本纪录，也创下了法国电影的票房纪录，直至2011年才被《无法触碰》超越。

## 剧情
1914年，来自外星的蒙督沙瓦人到达一座古埃及神庙，取走了四块石头和一具石棺，相传有一种可怕的恶魔每隔5000年就会试图摧毁宇宙中所有的生命，这四块石头分别代表四种元素，石棺中则是第五元素，五种元素相结合可以产生一种光束，是唯一可以抵抗恶魔的武器。
2263年，恶魔再度归来，在太空中的形象仿佛一颗巨大的黑色火球，受到人类战舰的攻击后不但没有被毁，反而更加强大，并通过反击摧毁了人类战舰。神父維托·科尼利厄斯（Vito Cornelius，伊恩·荷姆饰）是蒙督沙瓦人在地球上的联络人，他告诉地球总统（小湯姆·里斯特饰）这种恶魔的来历，只有五种元素结合才能打败它。蒙督沙瓦人在前来地球的路上遭孟加罗人雇佣兵伏击，飞船在月球坠毁，这些孟加罗人是由实业家讓-巴蒂斯特·伊曼紐爾·佐格（Jean-Baptiste Emanuel Zorg，加里·奥德曼饰）所雇，佐格答应恶魔，为它取得那四块石头。
四块石头并不在蒙督沙瓦人的飞船上，军方从残骸中找到一只手，并将之带到纽约的一间实验室，由科学家通过基因克隆技术将之再造，出现的是位名叫“莉露”（Leeloo，米拉·乔沃维奇饰）的人形女性。莉露对周围的一切深感恐惧，逃出实验室后，她从楼层的外沿跳了下去，正好掉进前特种部队少校科本·达拉斯（Korben Dallas，布鲁斯·威利饰）所开的出租车裡。
达拉斯把莉露送到科尼利厄斯家里，科尼利厄斯从莉露口中得知，蒙督沙瓦人把四种元素的石头转交给了外星歌剧歌手迪娃（Diva，麦温·勒·贝斯柯饰）。另一边，由于未能取得石头，愤怒的佐格杀死了前来交货的所有孟加罗人。得知石头在迪娃手中后，曾是达拉斯上级的蒙罗将军（Munro，布里翁·詹姆斯饰）请达拉斯再度出山，前去太空豪华游轮与迪娃碰头并取得石头，达拉斯便与莉露一同前往。同时，科尼利厄斯派自己的助手大卫（David，查理·科里德-米尔斯饰）前去古埃及神庙做准备，自己则设法混进达拉斯乘坐的航天飞机前往豪华游轮。
孟加罗人决心为同胞报仇，取得石头逼佐格就范。他们攻击了豪华游轮，迪娃在此期间被杀，但达拉斯还是成功取得了石头并杀死了孟加罗人的首领。佐格也来到船上，他以为莉露手中的箱子里就装着石头，因此开枪打中她的腹部，带着箱子回到自己的太空船，还在游轮上安装了定时炸弹。游轮上的探测系统发现炸弹后自动发出疏散警报，船上游客匆忙撤离。佐格发现箱子里又是空的，于是再度回到游轮并解除炸弹，但这时一个存活的孟加罗人启动了他们的炸弹，炸毁了游轮，佐格也因此丧生，达拉斯、莉露、科尼利厄斯，以及谈话节目主持人鲁比·罗德（Ruby Rhod，克里斯·塔克饰）则及时乘佐格的太空船逃离。
科本等人返回古埃及神庙，恶魔也接踵而至。几人虽成功启动了石头，但身受重伤的莉露由于得知人类充满暴力的历史和本性，觉得心灰意冷，没有坚强起来对抗恶魔的意愿。达拉斯向莉露表白，说自己爱她，两人深深拥吻。莉露与四块石头的力量结合并发射出圣光击中恶魔，恶魔很快失去了火焰，变成地球轨道上的另一颗卫星。

## 演员
- 布鲁斯·威利饰 科本·达拉斯
- 加里·奥德曼饰 讓-巴蒂斯特·伊曼紐爾·佐格
- 米拉·乔沃维奇饰 莉露
- 伊恩·荷姆饰 神父维托·科尼利厄斯
- 克里斯·塔克饰 鲁比·罗德
- 查理·科里德-米爾斯饰 大卫
- 布瑞恩·詹姆斯饰 蒙罗将军
- 詭計（英语：Tricky (rapper)）饰 莱特·阿姆
- 小湯姆·里斯特（英语：Tommy Lister Jr.）饰 地球总统林德伯格（Lindberg）
- 克里斯多夫·費爾班克（英语：Christopher Fairbank）饰 麦克蒂尔伯格教授（Professor Mactilburgh）
- 李·伊万斯（英语：Lee Evans (comedian)）饰 福格（Fog）
- 约翰·布鲁索尔（英语：John Bluthal）饰 马西莫·帕科里教授（Professor Massimo Pacoli）
- 卢克·贝里饰 比利·马斯特森（Billy Masterson）
- 约翰·贝内特（英语：John Bennett (actor)）饰 1914年的神父
- 陈锦湘饰 金先生
- 约翰·内威尔（英语：John Neville (actor)）饰 斯塔德特将军（General Staedert）
- 阿尔·马修斯（英语：Al Matthews (actor)）饰 图多将军（General Tudor）
- 麦温·勒·贝斯柯饰 迪娃

## 主题

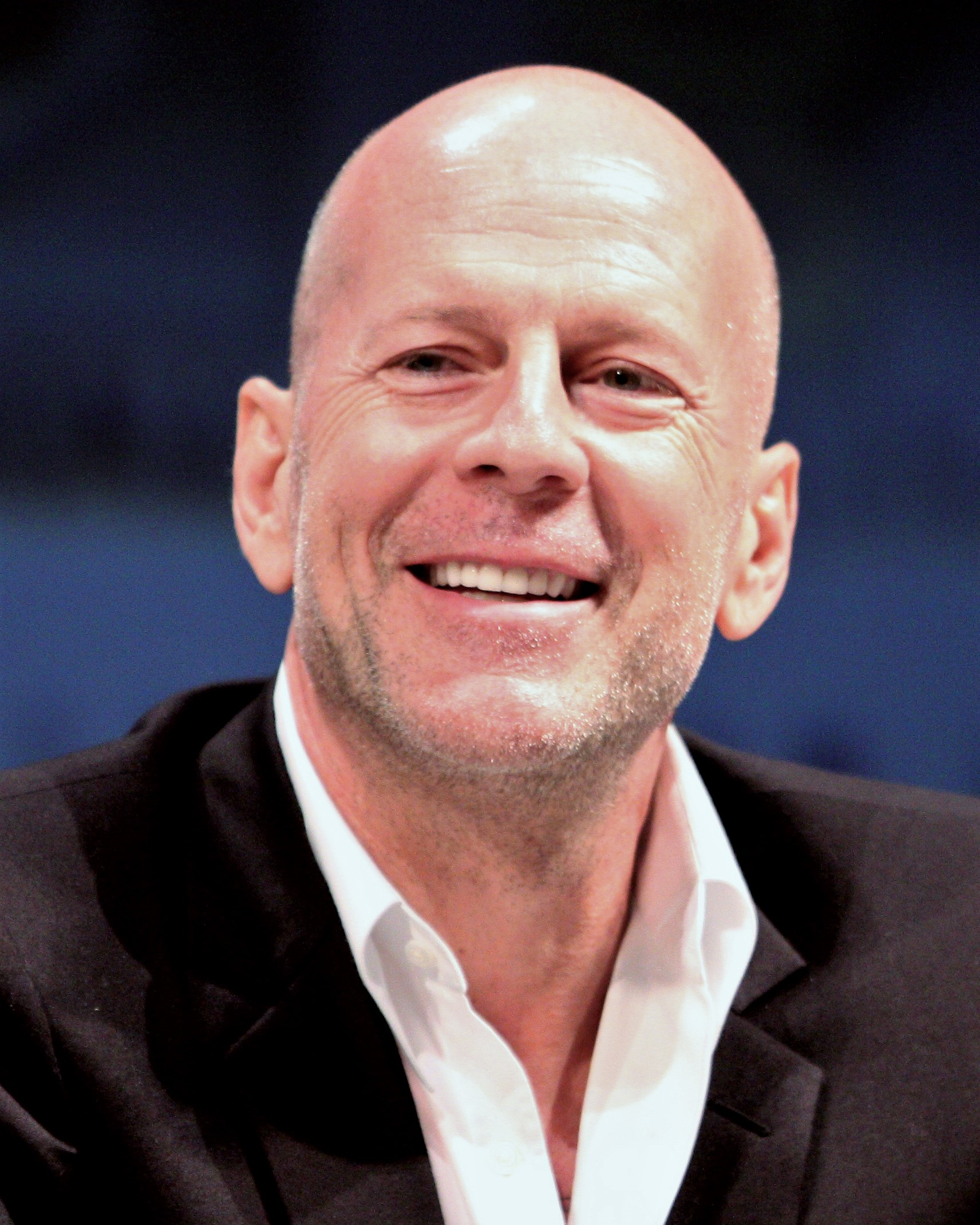
盧·貝松本打算另找名不见经传的年轻演员出演男主角，但布鲁斯·威利还是争取到了这个机会

盧·貝松在接受采访时表示，《第五元素》虽然有重要的主题，但并非一部“主题宏大的电影”。他希望能让观众对片中莉露的一句台词感同身受：“如果自己都不珍惜，那挽救生命又有什么意义？”傑·泰洛特在《科幻电影》（Science Fiction Film）一书中称，本片探讨了政治腐败的主题。
布莱恩·奥特和艾里克·青木（Eric Aoki）在女权杂志《女性传播学研究》发文，认为性别也是本片的主要主题之一。两位作者批评电影开场后很长时间都没有女性出场，前20分钟里唯一的女性形象就是经重建诞生的莉露，或许还有总统身边那位男女不分的助手。片中出场的其他女角要么过分性感化，如空姐和麦当劳服务员；要么就没有任何传统女性特征，比如艾斯伯格（Iceborg）少校。斯特凡·勃兰特（Stefan Brandt）在《颠覆阳刚》（Subverting Masculinity）一书中也认为电影中对女性的描绘“充斥着性别方面的刻板印象”，即便女主角莉露也不例外。在勃兰特看来，莉露也只有在与孟加罗人肉搏时那2分10秒才摆脱了那种被动的人物形象，其他戏码里，无论是片头掉进男主角的出租车，还是片尾追问科本对自己的情意，她都是一般的无助、渴望依赖达拉斯的男子氣概。除小湯姆·里斯特扮演的总统以外，电影中的其他男性角色都通过各种手段来尽可能表现得缺乏男子氣概，例如既婆妈又柔弱的鲁比·罗德、笨拙的维托·科尼利厄斯，以及愚蠢的蒙罗将军等，这都是为了通过对比，来让充满男子氣概的科本散发出“神一般”的光芒。
蘇珊·海華在《盧·貝松电影》（The Films of Luc Besson）一书中表示，《第五元素》就是一个男人“从部落中脱颖而出，证明自己的男子氣概、战胜邪恶势力并杀死其首脑，最终获得保障和婚姻作为奖励”的经典故事。在海沃德看来，科本的征程不但受到佐格和孟加罗人的威胁，连莉露都是他成功路上的阻碍，后者直到最后一刻才变得顺从并向他提供帮助，接受他爱的表白。爱情是《第五元素》的剧情主线之一，并且和保卫宇宙生命的主线有同样紧迫的期限:98。海沃德还认为，环境破坏问题也是电影的重要主题，片中垃圾和污染随处可见:91-92。就科幻片而言，未来世界失控是很常见的事，往往有一些新的科技或威胁超越人类，或是威胁到人性的存在，不过《盧·貝松电影》一书还是将《第五元素》列入少数“竖起一面镜子”、展现出人类负责任一面的科幻电影之列。海沃德觉得影片对资本主义和消费主义提出质疑，佐格办公室里的小工具让他对技术的渴望显得如同一种恋物癖。电影把人和科技之间的紧张关系当成一种需要彻底解决的问题来处理:92。

## 制作

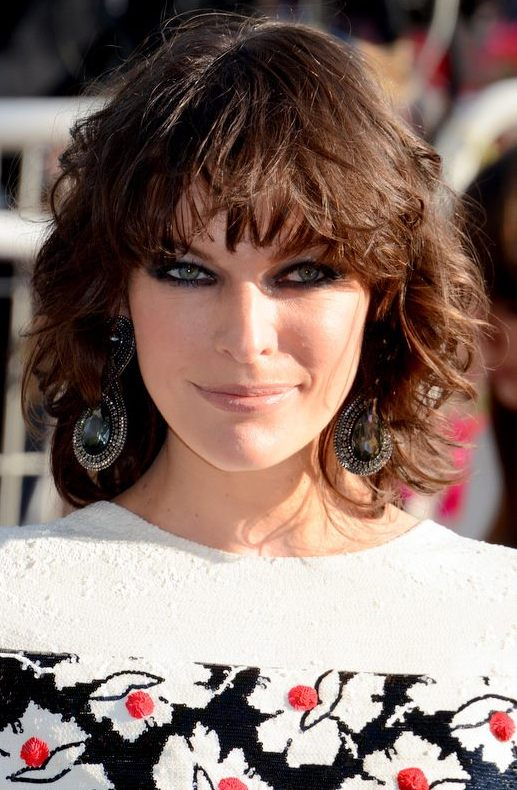
米拉·乔沃维奇在本片拍摄期间与盧·貝松相恋，两人之后成婚

盧·貝松导演早在少年时代就曾设想《第五元素》中的世界来打发时间，他从16岁时就开始编写剧本，但电影一直到他38岁才在院线上映。据他所说，他打算在拍摄本片前先树立起作为导演的声誉，这样自己就能够拥有创意上的主控权。
贝松和布鲁斯·威利早在电影开拍数年前就见面探讨过这一项目，但导演之后打算改请一位相对来说更年轻也更默默无闻的男演员来扮演科本，所以他把更多时间花费在选址、服装和特技效果上而非演员身上。威利之后联系贝松，表示自己仍然有意出演，导演于是告知自己在选角上的想法，威利于是答复：“盧，你懂的，如果我有意的话，我们总会想到办法。”为了出演这个角色，威利还与摄制剧组达成了协议，此举让贝松大为赞赏。曾与贝松在《終極追殺令》中合作过的加里·奥德曼获聘饰演佐格，导演称赞奥德曼是“世界上最优秀的5位演员之一”。贝松为了给莉露找到合适的演员而亲自面见了200到300名申请人，最终入选的是米拉·乔沃维奇。
从物理特征方面来说，米拉这人很多样化，她既可以来自过去，也可能源于未来。她或者是古埃及或古罗马人，也可能是娜芙蒂蒂或是从外太空来的。我很喜欢她的这种特点。——盧·貝松
麦温·勒·贝斯柯在片中出演迪娃，她和贝松在电影开拍前已经相恋6年，但在本片拍摄期间，贝松离开了她同乔沃维奇在一起，两人之后成婚，但又在1999年离婚。
贝松本期望能在法国拍摄本片，但由于无法找到合适的地点而不得不“怀着一颗沉重的心”改在伦敦取景。具体拍摄地点包括皇家歌剧院和松林制片厂的007片场。片中的埃及实际上是在毛里塔尼亚取景。不过，《第五元素》虽然主要是在伦敦拍摄，但仍属法国电影之列，并且耗资数额也刷新了欧洲电影的历史纪录。法国漫画制作人尚·吉罗和尚-克勞德·馬茲爾斯共同担任电影的艺术指导设计师。两人的漫画作品对电影中未来纽约市的影像有着举足轻重的影响:169。梅济耶尔创作的《力量的循环》中有位名叫斯特拉克斯（S'Traks）的角色，在外星球的一个庞大城市中开出租车为生，并且出租车是在天上飞行，空中的交通还很拥堵。梅济耶尔把这本书寄了份给贝松，后者深受启发，把科本·达拉斯由原本的火箭船厂工人改为出租车司机，并且纽约也变成一个空中到处都是各种交通工具飞来飞去的模样。纽约的建筑物既受到20世纪60年代代谢运动风格大型模块化公寓的启发，又受到该世纪10年代建筑师安东尼·圣伊利亚的未来风格设计影响:65。贝松要求片中的大部分动作戏都要在白天发生，他对科幻电影中常见的黑暗飞船走廊和昏暗行星深感厌烦，想让《第五元素》摆脱这样的模式，看起来更光亮，“高高兴兴、疯疯颠颠的”，哪怕那些阴沉的镜头更为现实:169。法国时尚设计师让-保罗·高缇耶设计了本片中的服装。据蘇珊·海華所说，高缇耶的设计属于对传统知性的侵犯:96，颠覆性和性别的固有准则:104。高缇耶还借用他人的作品作为辅助，以达到自己想要的效果:104。
鲁比·罗德一角起初名叫洛克·罗德（Loc Rhod），电影的原创剧本和改编小说中都出现了这个名字。有评论估计，这一名字的更改是对元素周期表中信息的发挥。鲁比源自第5周期的第一种元素铷（Rubidium），而罗德（Rhod）则源自同样属第5周期的铑（Rhodium），该元素的位置正好在第5周期正中，人物的姓名就由两种元素的前半截组成:89。还有评论中称，此人名源于其性别混淆的个人特点，虽然有男性化的姓氏，但配上的却是女性的名字。“鲁比·罗德”的英文也指第一台可用激光机的关键组成部分。
片中莉露所说的“神国语言”纯属虚构，只有约400个词，由贝松和乔沃维基创作。两人还在现实生活中用这种语言交谈、写信来练习。

《第五元素》中在天空飞翔的出租车（上图）是受到《力量的循环》系列漫画（下图）启发

### 特技效果
电影的特效制作由數字王國公司完成，凱倫·古利卡斯获聘为数字效果总监:131。数字领域采用的软件包括Alias、和内部软件:60。部分镜头采用了真人演出、比例模型、计算机成像和粒子系统共同完成:28。片中纽约市的空中交通场景就是用粒子系统创建。
我们有约80个城市景观的镜头，其中加上计算机成像制作的汽车四处飞驰，每个镜头里的东西都太多了，你根本不可能完全靠手工完成……汽车转弯时会自动变速，所以动画师不需要操心这点。他们只需在非常固定的空间内描绘动作，数字技术会把其他工作搞掂。——凱倫·古利卡斯:140
片中纽约市的建筑采用比例模型拍摄。技术人员以1比24的比例制作了数十幢公寓楼和25幢摩天大楼，其中一些有6.1米高:173。这些模型的制作一共耗费了80名工作人员5个月的时间:173。这些工作人员表示，建筑物窗户的制作是最费时的工作之一，特别是窗户后面需要反映出来的细节，如家具、窗帘、灯箱广告和尺寸很小的平面艺术作品:173。为了增强微缩模型的真实感，特效团队还需在数字环境中建立虚拟场景:64。所有模型镜头都是采用运动控制摄像机摄制，镜头收集到的数据导出后可用于追踪和生成计算机动画，并应用到粒子系统中:65。电影制作过程中还采用了数字亚光绘画背景:106，一些动画的数字模型还应用了非均匀有理B样条，例如莉露的身体在纽约实验室中重建的那段镜头:139。

### 配乐
蘇珊·海華认为《第五元素》一定程度上又是贝松的音乐剧风格电影:44，全片约有90分钟存在某种形式的配乐:47。本片配乐由艾瑞克·塞拉作曲，他大量采用管弦乐曲，例如片中科学家和外科医生准备重建莉露时响起的双簧管和弦乐曲，以及正在重建时采用的弦乐拨弦演奏。塞拉的音乐还受到多种异国风情的影响，如片中太空港桥段的斯大林式号角，飞机起飞前的雷鬼音乐段落，还有游客到达豪华游轮时演奏欢迎宾客前来的草裙舞音乐。片中也有更为常规的音乐形式，如第五元素的主导动机段落就是在片头帕科利教授提及第五元素时首次响起；战舰准备攻击恶魔的黑暗星球时，背景中响起了穷兵黩武般的军鼓；莉露从电脑上得知战争的存在时，观众可以听到马勒的葬礼进行曲:68。片中出租车和警车追逐段落的音乐由阿尔及利亚艺人哈立德创作，名为:53，这段音乐没有包含在电影的原声带中，不过可以在哈立德的唱片《N'ssi N'ssi》中找到。
片中迪娃表演的唱段包含葛塔诺·多尼采蒂创作的《拉美莫尔的露琪亚》第3幕第2场选段《那柔和的声音》，是片中为数不多的几段带有歌词叙述呈现的音乐之一:45。虽然迪娃一角是由法国女演员麦温·勒·贝斯柯饰演，但这首歌曲的演唱者实际上是阿尔巴尼亚女高音歌唱家英瓦·穆拉。电影中的这首咏叹调在《第五元素》的原声带上分成两部分，第一部分题为《拉美莫尔的露琪亚》，第二部分题为《迪娃之舞》（The Diva Dance），两段曲目正好是上下曲，第一段的结束紧接着第二段的开始，以求达到像电影中那样平稳过渡，一气呵成的效果。
《第五元素》的原声带由维京唱片发行，在Billboard 200上最高排到第99位。唱片持续时间约为63分钟，单在法国就售出了超过20万份:43-44。巴特多夫和羅德尼在Allmusic网站上给予唱片三星评价（最高五星），称其表现“包罗万象、多才多艺，在电影以外也像电影中那样效果十足”。Filmtracks网站上的一篇评论同样给予唱片三星评价（最高五星）。

## 发行

### 初步上映
《第五元素》在第50届戛纳电影节首映，并且是这届电影节的开幕片。高蒙搭建了面积超过9300平方米的放映区，来宾可以得到一块“第五元素”斯沃琪手表，并以此作为门票入场观看电影。现场还有未来风格的芭蕾舞表演，尚-保羅·高緹耶的时装演出，以及焰火表演。高蒙为此次活动约花费了100到300万美元，创下戛纳电影节的新纪录。

### 票房
本片在美国上映的第一个週末就进账1700万美元，登上票房榜冠军宝座。电影获得了商业上的成功，全球票房超过2.63亿美元，几乎是9000万美元预算的3倍。美国市场贡献了《第五元素》总票房的26%，在1997年的世界电影中，本片收入排名第9，是这年法国的电影票房冠军，该国观影人数超过769万:91。电影在德国获得金银幕奖，这表明本片在该国售出了超过300万张电影票。《第五元素》刷新了法国电影的票房纪录，保持了16年后才被2011年的《无法触碰》打破，并且作为其他国家和地区收益最高法国电影的地位仍然保持。

### 专业评价
烂番茄上收集了58篇针对本片的专业评论文章，其中41篇给出“新鲜”的正面评价，“新鲜度”为71%；网站上的共识评价这样写道：“视觉上创意十足而且让人赏心悦目，盧·貝松的《第五元素》是部自始至终没有太把自个儿当回事儿的神奇流行科幻电影”。而上收集的22篇评论文章中则有10篇好评，3篇差评，9篇褒贬不一，综合得分52（最高100）。
《第五元素》上映后所获评价趋于两极化。《洛杉矶时报》的凯文·托马斯描述电影是场“制作精良到甚至有些做作的科幻盛会，几乎像去年的《碟中谍》讓觀眾難以跟上。”他在总结中称，《第五元素》会远比观众期望的更加温暖、风趣，并且包括有一些最为精良和机智的制作及服装设计。罗杰·埃伯特和吉恩·西斯克尔都在影评节目《看电影》中给予本片“大拇指向上”的好评，埃伯特还在《芝加哥太阳报》的专栏上给予电影三星评价（最高四星），称这是部“伟大的愚蠢电影”，他在总结中这样写道：“我不会错过这部电影，它影像的丰富程度也值得我推荐。但从127分钟的片长来说，虽然看起来还算合理，但还是有些太长了”。
部分影评对电影夸张的格调不满并予以严厉的批评。陶德·麥卡錫在《综艺》杂志上写道：“《第五元素》是各种元素组成的大杂烩，没法恰如其分地凝聚到一块儿，很大程度上来说，这是欧洲试图制作美国式科幻巨制，最终沦为東施效顰的作品”。《Slate》杂志的大卫·埃德尔斯坦用辞更为尖刻，称“这到底是不是有史以来最糟糕的电影或许很难说，但这就是最精神错乱的电影之一”。
影评人对克里斯·塔克饰演鲁比·罗德的演出看法也是两极分化。《洛杉矶时报》和《时代》周刊给予好评，《时代》还称他是“这年夏天最离谱的特技效果”。不过，《全面电影》的乔什·温宁（Josh Winning）则认为，塔克的表演是本片的薄弱环节，他在评选“50个毁掉电影的表演”时把塔克在《第五元素》中的演出排名第20位。

### 影响和相关媒体
多种出版物认为《第五元素》是科幻邪典经典电影，但也有尖锐批评的声音，要求贝松“他妈的离科幻远点儿”。据影评人马克·克默德所称，《第五元素》是他的读者存在分歧最大的电影，既有些认为这是有史以来最优秀的暑期大片，也有人认为这是最糟糕的。克默德回忆道：“我记得很清楚，《第五元素》在戛纳首映时，观众看法的确是两极分化”。斯蒂芬·卡斯（Stephen Cass）在《发现》上把本片评为Hulu订阅电影中科幻类的第3位，他写道：“人们对《第五元素》似乎不是喜欢就是讨厌……豪华的视觉效果和布鲁斯·威利、米拉·乔沃维奇以及加里·奥德曼的娱乐表演让这部电影值得一看”。有评价称本片已经达到“实在太糟、糟到很好”的境界，梅雷迪思·韦尔纳（Meredith Woerner）在io9网站上评选“历史上20部最糟糕的科幻电影”，《第五元素》榜上有名。2007年，視覺效果工會评选历史上最有影响的50部视觉效果电影，《第五元素》同《梦游小人国》并列排在第50名。
威利在1999年接受采访时予以本片好评，表示电影拍摄过程乐趣十足。塔克和乔沃维奇也在接受采访时对参拍本片的过程以及与贝松合作的经历赞不绝口，这些采访内容收录在电影的旗舰版中，乔沃维奇还称赞贝松是她合作过的第一位“真是了不起”的导演。2014年，加里·奧德曼在接受采访时表示他不喜欢《第五元素》：“哦不，我实在受不了”。他还曾在2011年声称，自己出演《第五元素》从一定程度上是因为盧·貝松登门邀请，并且还为自己执导的电影《切勿吞食》注资。
电影上映后，亚历山卓·尤杜洛斯基和尚·吉羅对贝松提出起诉，声称《第五元素》剽窃了他们的漫画作品。吉罗的诉讼要求包括不正当竞争赔偿1310万欧元，损害赔偿和利息共900万欧元，还要求对电影经营净收入分成2到5个百分点；尤杜洛斯基则要求70万欧元赔偿。法庭之后认为电影只采用了漫画中“细微的片段”，并且吉罗在作出指控前还曾接受贝松的聘请，因此驳回了起诉。
1997年，由特里·比森执笔，哈珀柯林斯出版的电影同名改编小说发行。电影上映后曾有传言称其后会拍摄续集，片名暂定《影子先生》（Mr. Shadow），但贝松在2011年接受采访时表示，他根本没有计划过要为《第五元素》拍摄续集，也没有这样的想法。
1998年，动视制作了《第五元素》的同名电子游戏，并分为和两种版本。其中总体评价欠佳，不过版本的情况就要好得多。劳伦·菲尔德（Lauren Fielder）在《GameSpot》上表示，版《第五元素》“很可能是我玩过最烂的游戏”。的道格·佩里（Doug Perry）评价：“拿出《古墓丽影》，加上莉露和无聊的谜题就成了《第五元素》”。2001年，根据本片改编的赛车游戏《纽约赛车》面世。网站给予该游戏的评分为6（最高为10），称“《纽约赛车》是款散发出格调的有趣街机小游戏，但这种乐趣只能持续很短暂的时间，很快你就会感到厌倦。”。

## 荣誉
《第五元素》在第70届奥斯卡金像奖角逐中获音效剪辑奖提名，并获1998年金卷轴奖最佳音效剪辑奖提名，但最终双双不敌《泰坦尼克号》。电影获得了英国电影学院奖最佳特技视觉效果奖和卢米埃奖最佳导演奖。影片获7项凯撒电影奖提名，最终赢得了最佳导演、最佳摄影和最佳艺术指导奖。《第五元素》还获得1997年欧洲电影奖年度电影、雨果奖最佳戏剧呈现以及卫星奖最佳视觉效果奖提名。摄影师泰瑞·艾伯嘉因本片和《戀戀風暴》在1997年坎城影展上捧走了技术大奖。电影还得到了4项土星奖提名，分别是最佳科幻电影、最佳服装、最佳特技效果和米拉·乔沃维奇的最佳女配角奖提名。片中乔沃维奇和孟加罗人打斗的场面获MTV电影大奖最佳打斗奖提名，她还获得了百視達影視獎最佳女新人演员提名。
除给予肯定的奖项外，乔沃维奇和克里斯·塔克还被金酸莓奖提名，其中乔沃维奇的提名奖项是最差女配角獎，塔克则因本片和《超级轰天雷》而被提名最差新星獎。
| 年份 | 组织                   | 奖项             | 提名                                                            | 结果 |
| ---- | ---------------------- | ---------------- | --------------------------------------------------------------- | ---- |
| 1998 | 奥斯卡金像奖           | 音效剪辑         | 马克·曼吉尼                                                     | 提名 |
| 1998 | 百視達影視獎           | 最佳女新人       | 米拉·乔沃维奇                                                   | 提名 |
| 1997 | 英国电影和电视艺术学院 | 最佳特技视觉效果 | 馬克·斯泰森、凱倫·古利卡斯、尼克·阿爾德、尼爾·寇堡、尼克·杜德曼 | 獲獎 |
| 1997 | 坎城影展               | 技术大奖         | 泰瑞·艾伯嘉                                                     | 獲獎 |
| 1998 | 凯撒电影奖             | 最佳摄影         | 泰瑞·艾伯嘉                                                     | 獲獎 |
| 1998 | 凯撒电影奖             | 最佳导演         | 盧·貝松                                                         | 獲獎 |
| 1998 | 凯撒电影奖             | 最佳艺术指导     | 丹·威爾（英語：Dan Weil）                                               | 獲獎 |
| 1998 | 凯撒电影奖             | 最佳服装设计     | 让-保罗·高缇耶                                                  | 提名 |
| 1998 | 凯撒电影奖             | 最佳剪辑         | 西尔维·兰德拉（英語：Sylvie Landra）                                         | 提名 |
| 1998 | 凯撒电影奖             | 最佳影片         | 盧·貝松                                                         | 提名 |
| 1998 | 凯撒电影奖             | 最佳电影配乐     | 艾瑞克·塞拉                                                     | 提名 |
| 1998 | 凯撒电影奖             | 最佳音效         | 丹尼尔·布里索（英語：Daniel Brisseau）                                         | 提名 |
| 1997 | 欧洲电影奖             | 年度电影         | 帕特里斯·勒杜                                                   | 提名 |
| 1998 | 金酸莓奖               | 最差女配角       | 米拉·乔沃维奇                                                   | 提名 |
| 1998 | 金酸莓奖               | 最差新星         | 克里斯·塔克                                                     | 提名 |
| 1998 | 金卷轴奖               | 最佳音效剪辑     | 马克·曼吉尼                                                     | 提名 |
| 1998 | 雨果奖                 | 最佳戲劇表現     | 《第五元素》                                                    | 提名 |
| 1997 | 卢米埃奖               | 最佳导演         | 盧·貝松                                                         | 獲獎 |
| 1998 | MTV电影大奖            | 最佳打斗         | 米拉·乔沃维奇对战外星人                                         | 提名 |
| 1998 | 卫星奖                 | 最佳视觉效果     | 马克·斯泰森                                                     | 提名 |
| 1998 | 土星奖                 | 最佳科幻电影     | 《第五元素》                                                    | 提名 |
| 1998 | 土星奖                 | 最佳服装         | 让-保罗·高缇耶                                                  | 提名 |
| 1998 | 土星奖                 | 最佳特技效果     | 特技效果团队                                                    | 提名 |
| 1998 | 土星奖                 | 最佳女配角       | 米拉·乔沃维奇                                                   | 提名 |

## 家用媒体
1997年12月10日，《第五元素》的家用媒体首度面世，分别发行有VHS录像带、激光影碟和DVD。这版中的电影采用2.39比1的变形宽银幕格式标准，其中没有任何特别花絮。2001年10月，影片发行了索尼Superbit格式。网站给予原版9分评价（最高10分），并且版本的画质得到满分；版本的总体表现为8分，这主要是因为受到其中没有任何特别花絮的拖累。
2005年1月11日，《第五元素》的双“旗舰版”面世。其中第一碟与版本唯一的区别就是增加了一条“事实音轨”，会在节目播放时显示有关电影、演员和剧组的花絮。第二碟提供有各种特别花絮，涵盖范围包括视觉制作、特技效果、电影中的时装、花絮以及对威利、乔沃维奇和塔克的采访，还包括片中4种外星人和迪娃的小知识。伊恩·简（Ian Jane）在网站发文，称赞旗舰版中的特别花絮内容。
2006年6月20日，《第五元素》发行了首版蓝光影碟，但由于其画质远未达到蓝光标准，并且缺少特别花絮而饱受非议。面对指责，索尼采取了“极其罕见的举动”，于2007年7月17日发行蓝光修复版，对先前发行的蓝光版不满的顾客可以免费更换。在评论中称，修复版“绝对”弥补了初版蓝光的乏善可陈，还赞扬了其视频和音频的高品质，但另一方面也批评其中缺少特别花絮。《第五元素》的20週年4K修復版超高畫質藍光光碟於2017年7月11日上市。

## 扩展阅读
- Besson, Luc. . London: 泰坦圖書（英语：Titan Publishing Group）. 1997. ISBN 978-1-85286-863-5.
- 90年代復古電影《第五元素》：充滿法國時尚風格的未來世界 （页面存档备份，存于）